# Calamus (Wisconsin)
Calamus – miasto w Stanach Zjednoczonych, w stanie Wisconsin, w hrabstwie Dodge.